# Teresa Torańska
Teresa Sławomira Torańska (Wołkowysk, actual Bielorrusia, 1 de enero de 1944-Varsovia, 2 de enero de 2013) fue una escritora y periodista polaca.

## Trayectoria
Trabajó como periodista. Del 2000 al 2012 fue colaboradora estable del suplemento "Duży Format" del diario "Gazeta Wyborcza".
También fue autora de varios libros.
Formó parte del jurado del Premio Histórico Kazimierz Moczar, otorgado anualmente al mejor libro sobre historia de Polonia.
Falleció el 2 de enero de 2013, a los 69 años. A su funeral asistieron colegas y políticos prominentes: la pareja presidencial, la entonces presidenta del Sejm Ewa Kopacz, el ministro de cultura Bogdan Zdrojewski, Ryszard Kalisz y Tadeusz Mazowiecki.

## Premios
- En el 2000 Teresa Torańska recibió el premio del PEN Club polaco por el libro Ellos.

## Obra
- Vista desde abajo (Widok z dołu), Editorial Iskry, 1980, 162 páginas, idioma: polaco, ISBN 978-83-207-0236-1
- Ellos (Oni), HarperCollins Publishers (May 1988), 384 páginas, traducido al inglés por Agnieszka Kolakowska, ISBN 978-0-06-091493-6 (paperback, hardcover)
- Nosotros (My), Editorial: Oficyna Wydawnicza MOST; 1.ª edición (1994), 295 páginas, idioma: polaco, ISBN 978-83-85611-23-3, también como e-book
- Fueron (Byli), Varsovia, Editorial Świat Książki, 2006, 318 páginas, idioma: polaco, ISBN 83-247-0246-6 (hardcover)
- Son - Conversación sobre los buenos sentimientos (Są - Rozmowa o dobrych uczuciach), Editorial Świat Książki, Varsovia 2007, 288 páginas, idioma: polaco, ISBN 978-83-247-0791-1 (tapa dura)
- Estación de tren de Gdańsk (Dworzec Gdański) documental dirigido por Maria Zmarz-Kozanowicz, Polonia, 2007
- Somos (Jesteśmy), Editorial Świat Książki – Bertelsmann Media, Varsovia 2008, ISBN 978-83-247-1027-0
- La muerte se retrasa un minuto (Śmierć spóźnia się o minutę), Varsovia, Biblioteka Gazety Wyborczej, 2010, ISBN 978-83-268-0049-8
- Anexo (Aneks), Editorial  Świat Książki, 2015.